# Phoenix (sterrenbeeld)

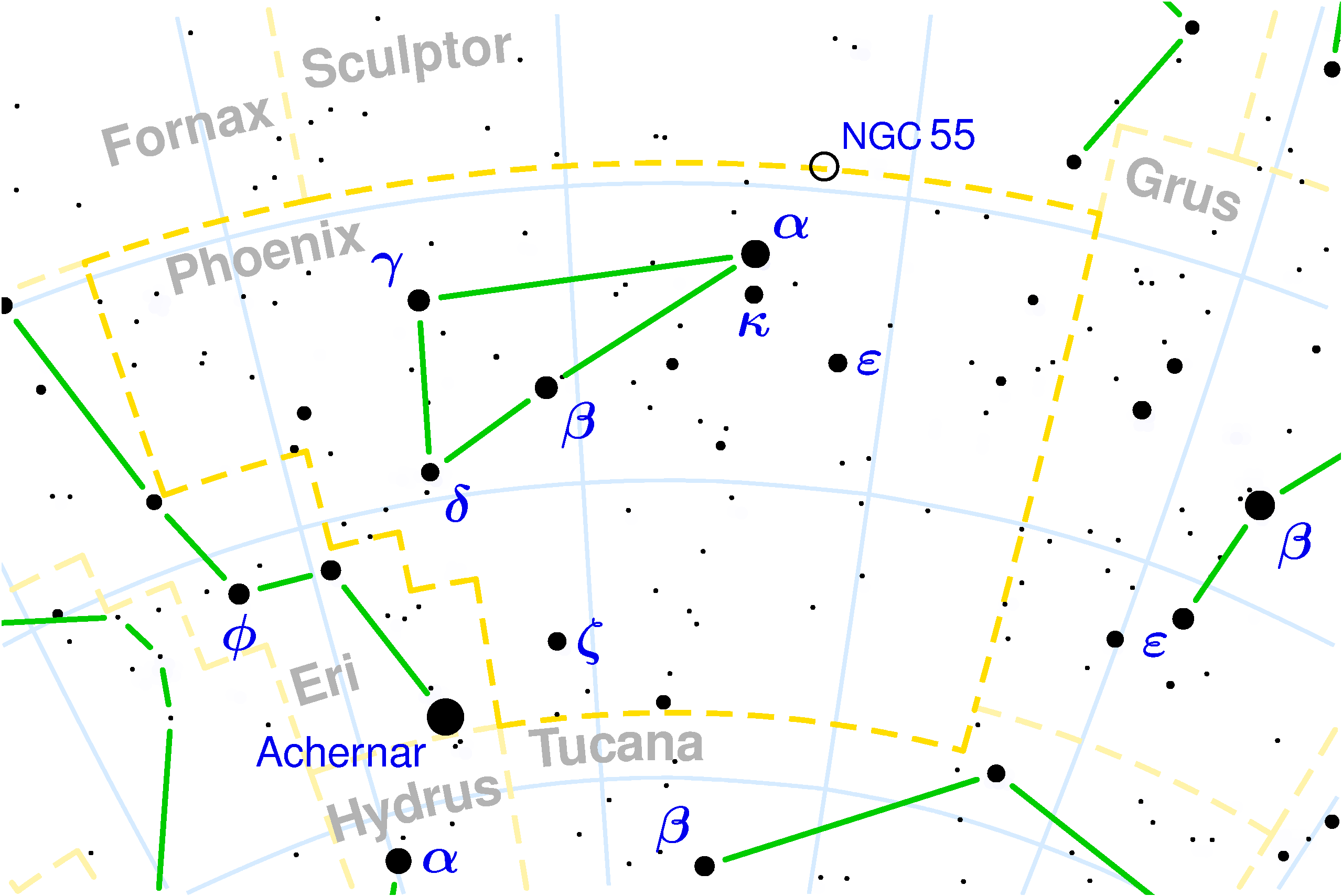
Kaart van het sterrenbeeld Phoenix.

Phoenix (afkorting Phe) is een sterrenbeeld aan de zuiderhemel, liggende tussen rechte klimming 23u 24m en 2u 24m en tussen declinatie −40° en −58°. Het sterrenbeeld, dat vanaf de breedte van de Benelux niet te zien is, werd in het najaar van 1597 (of in het voorjaar van 1598) geïntroduceerd door Petrus Plancius, uitgaande van waarnemingen door de zeevaarders Pieter Dircksz Keyser en Frederik de Houtman.

## Sterren
(in volgorde van afnemende helderheid)
- Ankaa (α, alpha Phoenicis)

## Aangrenzende sterrenbeelden
(met de wijzers van de klok mee)
- Beeldhouwer (Sculptor)
- Kraanvogel (Grus)
- Toekan (Tucana)
- Kleine Waterslang (Hydrus) (raakt maar op één punt)
- Eridanus (Eridanus)
- Oven (Fornax)